# Neotrocholina
Ichnusella es un género de foraminífero bentónico considerado un sinónimo posterior de Trocholina de la subfamilia Involutininae, de la familia Involutinidae, del suborden Involutinina y del orden Involutinida. Su especie tipo era Neotrocholina valdensis. Su rango cronoestratigráfico abarcaba el Valanginiense (Cretácico inferior).

## Clasificación
Ichnusella incluía a las siguientes especies:
- Neotrocholina aptiensis †
- Neotrocholina burlini †
- Neotrocholina friburgensis †
- Neotrocholina infragranulata †
- Neotrocholina sabbai †
- Neotrocholina valdensis †
  - Neotrocholina valdensis reicheli †